# Hiiessaare neem
Hiiessaare neem är en udde på Dagö i västra Estland. Den ligger i Pühalepa kommun i Hiiumaa (Dagö), 120 km väster om huvudstaden Tallinn. 
Runt Hiiessaare neem är det mycket glesbefolkat, med 6 invånare per kvadratkilometer. Närmaste större samhälle är Kärrdal, 5,2 km väster om Hiiessaare neem. Udden ligger invid byn Hiiessaare och Kärrdals flygplats. På udden står en fyr (estniska: Hiiessaare tuletorn). Den uppfördes ursprungligen 1876, förstördes under andra världskriget och återbyggdes 1953. Omkring 600 meter norr om udden, ute i havet och bukten Taleste laht, ligger ön Vissulaid. 
Inlandsklimat råder i trakten. Årsmedeltemperaturen i trakten är 4 °C. Den varmaste månaden är juli, då medeltemperaturen är 16 °C, och den kallaste är januari, med −8 °C.